# Taitema
Jezero Taitema ( kin. 台特玛湖 ) je endoreično jezero u okrugu Ruoqiang, mongolska autonomna prefektura Bayingolin, jugoistočno od Tarimske zavale, Ujgurska autonomna regija Xinjiang, Narodna Republika Kina. Nalazi se u sjevernom dijelu okruga Ruoqiang i jedna je od tri glavne depresije tog područja, a druge dvije su jezero Karakošun (喀拉库顺湖) i Lop Nur.
Otprilike 1500 godina prije 1921. rijeka Tarim ulijevala se u jezero Taitema sa sjevera, rijeka Qiemo s jugozapada, a jezerska se voda prelijevala prema jugu u jezero Karakoshun i zatim ulazila u Lop Nur s juga.
Godine 1959. površina jezera Taitema bila je 183 km2.  Međutim, jezero Taitma potpuno je presušilo do 1974. godine.
Od 2010. velika količina vode iz rijeke Qiemo, koja izvire iz planina Kunlun, stvorila je jezero Taitema od oko 300 km2. Trenutačni izvor vode jezera Taitema uglavnom potječe iz rijeke Qiemo.

## Promet
- Autocesta regije Xinjiang S235 (Kineska nacionalna autocesta 315 do Hamija)

## Vanjske poveznice
- (jap.) Over ten thousnd water birds have arrived in Taitema Lake (Youtube)